# Anthessius solecurti
Anthessius solecurti is een eenoogkreeftjessoort uit de familie van de Anthessiidae. De wetenschappelijke naam van de soort is voor het eerst geldig gepubliceerd in 1880 door Della Valle.